# 40-Mile Air
40-Mile Air — американская авиакомпания местного значения со штаб-квартирой в городе Ток (Аляска), выполняющая чартерные пассажирские и грузовые перевозки между небольшими аэропортами и в труднодоступные охотничьи места в штате Аляска.
Портом приписки авиакомпании является Аэропорт Ток-Джанкшен.

## История
Авиакомпания 40-Mile Air была основана в 1959 году. В настоящее время компания работает в области чартерных перевозок в восточной части штата Аляска.

## Флот
Воздушный флот авиакомпании 40-Mile Air состоит из 9 самолётов:
- 4 Piper PA-18 Super Cub
- 2 Cessna 206
- 1 Cessna 207
- 1 Cessna 185
- 1 Piper Navajo

## Маршрутная сеть
Авиакомпания 40-Mile Air выполняет регулярные пассажирские рейсы в следующие пункты назначения:
- Чисана (CZN) — Аэропорт Чисана
- Фэрбанкс (FAI) — Международный аэропорт Фэрбанкс
- Ток (TKJ) — Аэропорт Ток-Джанкшен
- Хили-Лейк (HKB) — Аэропорт Хили-Лейк
- Делта-Джанкшен (DJN) — Аэропорт Делта-Джанкшен
- Нортуэй (ORT) — Аэропорт Нортуэй
- Чикен (CKX) — Аэропорт Чикен[англ.]